# 國會圖書館 (美國)

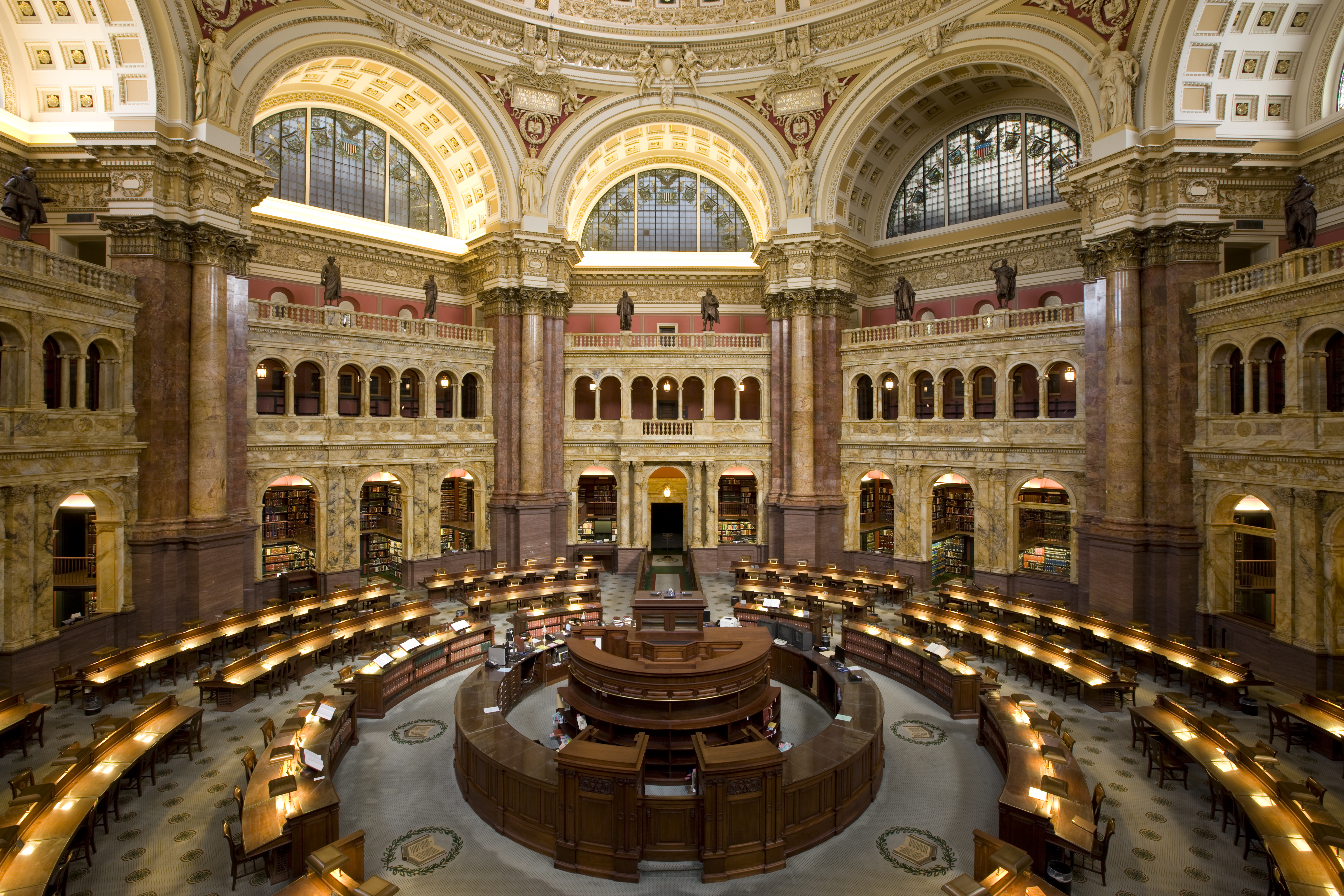
美國國會圖書館主要閱覽室

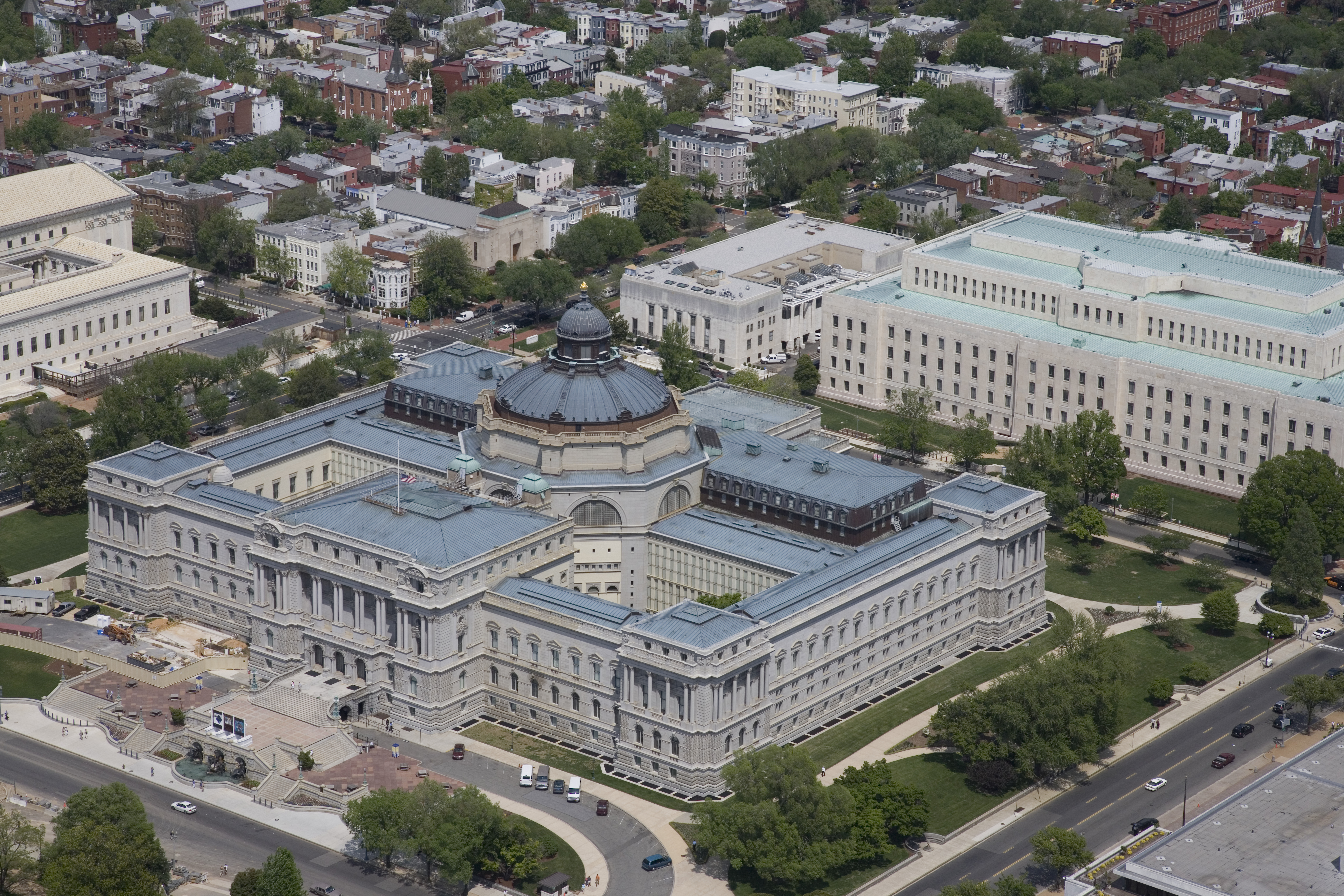
美國国会图书馆主要建築：托马斯杰斐逊大楼

國會圖書館（英語：Library of Congress，簡稱LOC），位于美国華盛頓特區，是附屬於美國國會的研究型圖書館，美國五個國立圖書館之一，也是美國事實上的國家圖書館。
整個館舍由托马斯·杰斐逊大楼、约翰·亚当斯大楼、詹姆斯·麦迪逊大楼三座建筑组成，均坐落於华盛顿哥倫比亞特区。其書籍收藏量有3000萬種，涵蓋了470種語言，超過5800萬份手稿，是美國最大的稀有書籍珍藏地點，當中包括了《古登堡圣经》、
超過一百萬份美國政府刊物、一百萬份跨越三個世紀的來自世界各地的報紙、3萬3千份報刊合訂本、50萬個微縮膠片卷軸、12萬本漫画书；除此之外，還保存了很多法律文獻、電影、480萬張地圖、270萬首音樂，館藏量為全球最大。

## 历史
国会图书馆成立于1800年4月24日。最初是为当时美国国会服务的学术图书馆，图书馆最初的馆藏书目都是为美国总统托马斯·杰斐逊所提供。后来国会图书馆又被赋予了法定书库的角色，以保护版权。所有谋求美国版权的作者都必须把自己作品的两个複製本放在国会图书馆。现在已经不实行强制，但在美国出版的书籍的複製本还是按照习惯被送达国会图书馆。图书馆收藏了很多重要的图书和收藏品，如《古登堡圣经》，因此国会图书馆便演变为美国现今的国家图书馆。

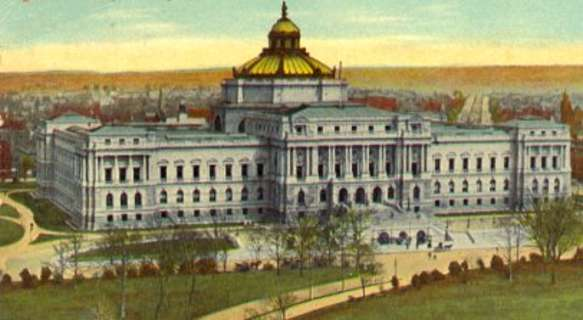
托马斯·杰斐逊大楼啟用時的樣貌

### 傑弗遜的捐獻（1800年－1851年）
國會圖書館成立於1800年4月24日。當時總統約翰·亞當斯簽署了國會法案，準備遷都華盛頓，並且撥款5000美元來購買國會所需要的書籍和興建大樓之用。書籍從倫敦購得，包括了740本書和30張地圖，全部存放在新的國會中。
美國第三任總統托马斯·杰斐逊在圖書館的早期形成中充當了一個重要角色，他在1802年1月26日簽署第一條法律條文，擬定了國會圖書館的組織結構。這條法律條文制定了總統任命的職位及國會圖書館的聯合委員會，以調控和監督圖書館，為總統和副總統提供書籍。1814年8月，英國軍隊入侵，他們把國會及國會圖書館的3000冊書籍燒毀。
事後一個月內，杰斐逊提議把個人書藏來代替損失的部分。他花了超過50年時間收藏各種各樣的書，包括外語、哲學、科學、文學、食譜等等。1815年1月，國會接受了杰斐逊的提議，撥款23950美元來購買他那6487本書籍。

### 發展停頓時期（1851年－1865年）
南北戰爭前期，因為南北方的對立，圖書徵集困難，又遇上圖書館史上最嚴重的火災，是國會圖書館的困難時期。
1851年12月24日的一場大火燒毀了35000本書，是整個圖書館55000本書的五分之四，傑弗遜書藏的三分之二都被烧毁。
1852年，國會快速反應，並撥款16萬8700美元給國會圖書館。因为圖書館館長约翰·席尔瓦·米汉及聯合委員會主席詹姆斯·艾尔弗雷德·皮尔斯严格限制圖書館的活動，这些款项僅可用于彌補毁去的書籍。
此外，1850年代，史密森尼學會可能有機會成為美國國家圖書館。美國圖書館學家查尔斯·科芬·朱伊特嘗試把史密森尼學會轉型成國家書目中心。但受到史密森尼學會的秘書約瑟夫·亨利阻攔，約瑟夫·亨利堅持史密森尼學會應聚焦於科學研發與出版上。1854年7月約瑟夫·亨利辭退了查尔斯·科芬·朱伊特，結束了史密森尼學會變成國家圖書館的可能性。然而12年後的1866年，約瑟夫·亨利欣然的把史密森尼學會4萬冊圖書移送到國會圖書館。

### 快速擴展時期
1896年，音樂部門（The Music Division）正式成立，當初僅有13冊有關音樂文學與理論的圖書。
1897年，在杨约翰的提倡之下，美國國會圖書館開始成立盲人部門（Department for the Blind），並設置了盲人閱覽室，開創了國家圖書館給予盲人讀者的服務。初期只有點字圖書五百冊供盲人摸讀。

## 图书馆结构

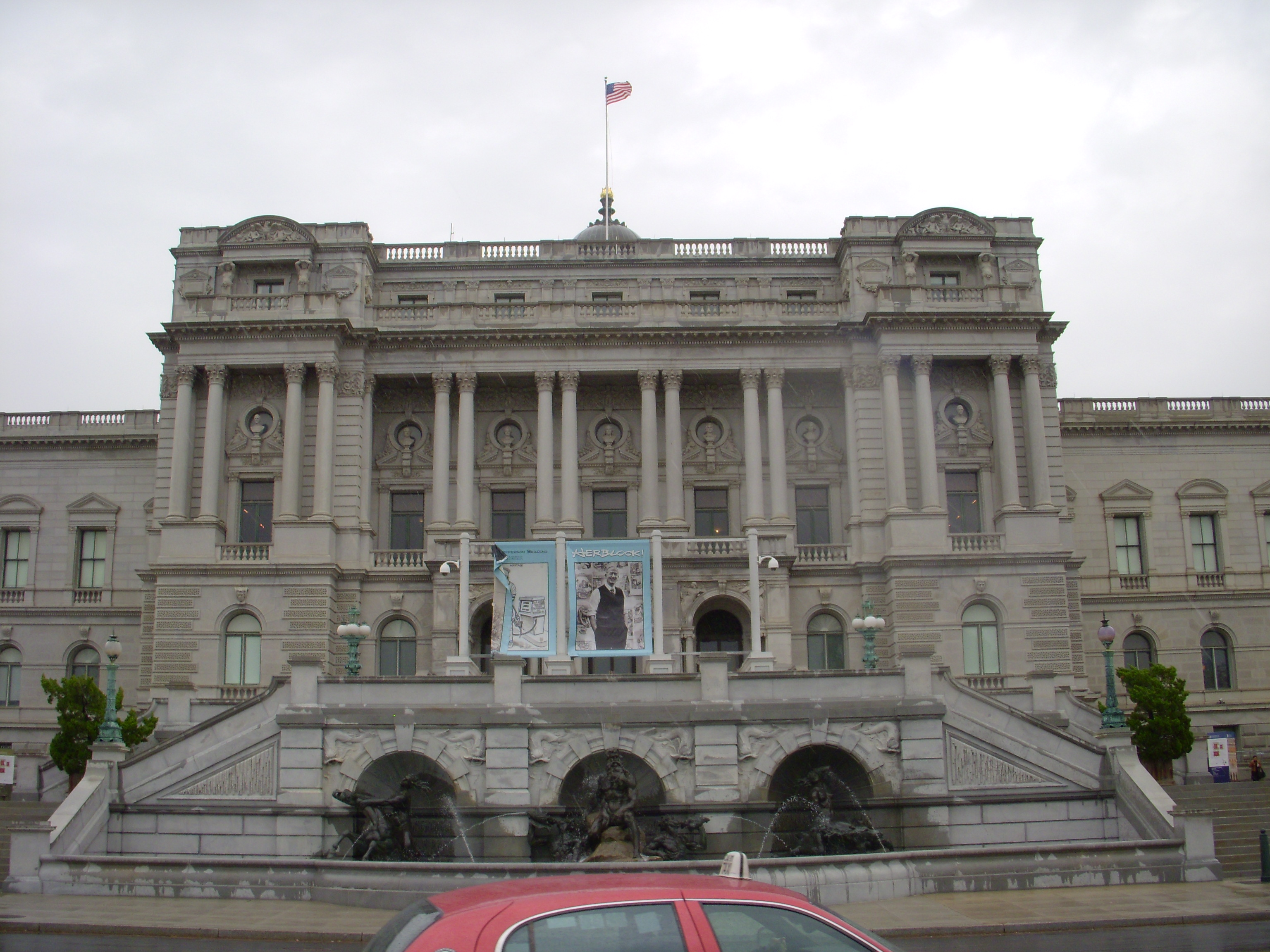
托马斯·杰斐逊大楼
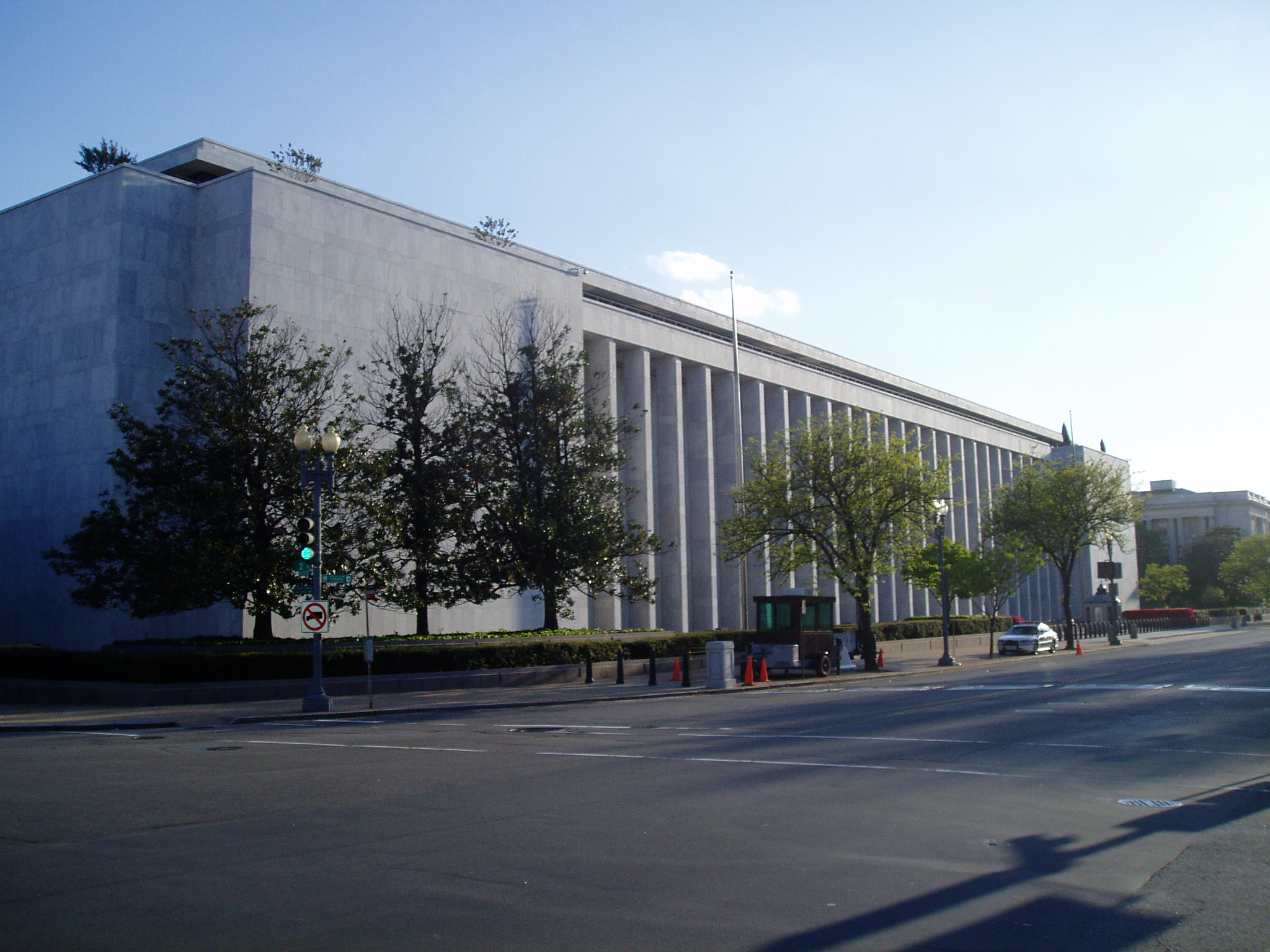
詹姆斯·麦迪逊大楼

国会图书馆研究了一套为自己图书馆所用的分类法：《美国国会图书馆图书分类法》，至今还广泛应用于专业和大学图书馆的分类中。国会图书馆的館藏达1亿4700万册，图书馆书架的总长超過800公里。国会图书馆对外开放，读者只有使用借阅证才能进入读者阅览室阅读读书。只要年满16岁，持有带照片的身份证明，就可以向国会图书馆申请办理免费阅读证（Reader Identification Card）。不过，国会图书馆的书籍文献不供外借，只能在馆内阅读。图书馆为读者提供美国国会的史料、会议记录、宪法等重要资料，供读者查阅。
国会图书馆共有4000多名工作人员，每年为两百多万读者和游客提供服务。国会图书馆每年选出2500本书籍，制成盲文。此外，对于有其他生理障碍的读者，国会图书馆也有特殊设备和专门人员为他们提供帮助。

### 網路服务

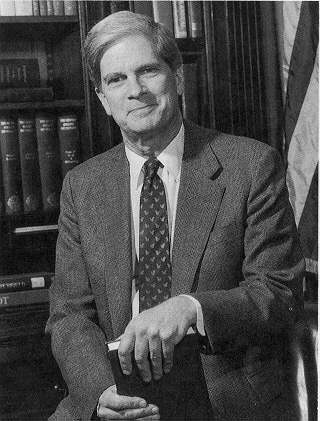
第13任館長詹姆斯·哈德利·貝靈頓

进入21世纪后，国会图书馆开始提供訊息數位化时代的網路服务。只要登入国会图书馆的网站，用多媒体技术制成的文物典籍就会展现在个人电脑的螢幕上，内容包括美国历史、传奇人物、各州介绍、民生娱乐以及书目索引等。